# レオニード・ザンコフ
レオニード・ウラジーミロヴィチ・ザンコフ（ロシア語: Леонид Владимирович Занков, ラテン文字転写:  Leonid Vladimirovich Zankov 、1901年4月10日- 1977年11月27日）は、ソビエト連邦の心理学者。教育心理学、特に障害児教育、低学年児童教育を専門とした。

## 生涯
ワルシャワ出身。レフ・ヴィゴツキー、アレクセイ・レオンチェフらとともに子どもにおける具体的・像的記憶と間接的記憶の発達の過程を解明した。1934年ヴィゴツキーの葬儀を差配した。1935年実験障害学研究所に知的障害児と聴覚障害児の心理研究のための実験室を設けた。1955年ソビエト連邦教育科学アカデミー教育学理論・歴史研究所の実験教授学研究室主任となる。
教授学の一般理論、教師の子どもへの発語を重視した授業分析の方法と授業構成の理論を追究した。著書『授業の分析』は、我が国における1950年代、60年代の授業記録方法等の授業研究に影響を与えた。また、論争家として知られた。

## 著書
- 『人間行動の科学』（1925年）
- 『知能遅滞生徒の心理学』（1939年）
- 『聾児心理学概論』（イワン・ソロヴィヨフと共著）（1940年）[3]
- 『補助学校生徒の教育学的研究について』（編集）（1953年）[5]
- 『補助学校教授過程における言葉と実物との結合の心理学的諸問題』（編集）（1956年）
- 『授業の分析』（編著）（1958年）（原題は『教授における教師の言葉と直観手段との結合－（教授学的研究）』）
- 『直観性と教授における生徒の積極化』（1960年）[6]
- 『教授学研究の対象と方法について』（1962年）（邦訳『教授学の対象と方法』、明治図書出版、1964年）
- 『初等教育について』（1963年）
- 『教授過程における生徒の発達』（編著）（1963年）
- 『教授と発達』（1975年）（監修、17人による執筆、邦訳、ナウカ、1988年）